# تاكاأكي شيشي
تاكاأكي شيشي (باليابانية: 志知 孝明) (27 ديسمبر 1993 في غيفو في اليابان – )؛ هو لاعب كرة قدم سابق كان يلعب كلاعب وسط.

## وصلات خارجية
- تاكاأكي شيشي على موقع رابطة كرة القدم اليابانية للمحترفين (اليابانية)
- تاكاأكي شيشي على موقع قاعدة بيانات كرة القدم.إي يو (الإنجليزية)
- تاكاأكي شيشي على موقع Soccerway.com (الإنجليزية)
- تاكاأكي شيشي على موقع عالم كرة القدم.نت (الإنجليزية)